# Acoso (comportamiento animal)

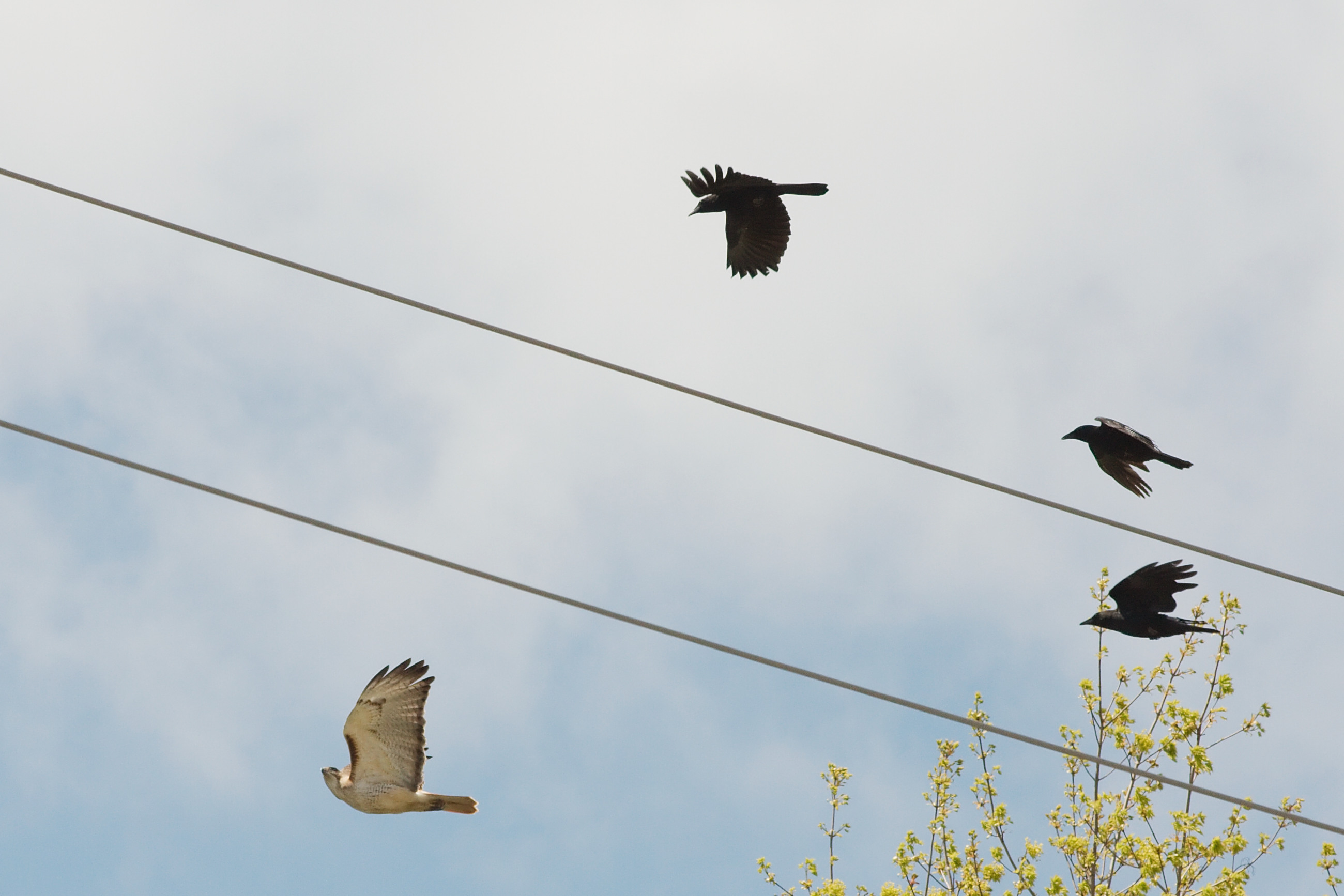
Cuervos americanos (Corvus brachyrhynchos) acosando a un halcón de cola roja (Buteo jamaicensis)

El acoso, en animales, es un mecanismo de defensa que los individuos de algunas especies de presa utilizan contra un depredador, atacándolo o acosándolo cooperativamente, por lo general para proteger a su descendencia. Una definición simple de acoso animal es un conjunto de individuos alrededor de un depredador potencialmente peligroso. Esto se ve con mayor frecuencia en las aves, aunque también se sabe que ocurre en muchos otros animales, como el suricato y algunos bovinos. Si bien el acoso ha evolucionado de forma independiente en muchas especies, solamente tiende a estar presente en aquellas cuyas crías son presa frecuente. Este comportamiento puede complementar adaptaciones crípticas en los propios descendientes, como el camuflaje y la ocultación. Las llamadas de acoso pueden usarse para convocar a individuos cercanos para que cooperen en el ataque.
Konrad Lorenz, en su libro Sobre la agresión (1966), atribuyó el acoso entre pájaros y animales a instintos arraigados en la lucha darwiniana por sobrevivir. En su opinión, los humanos están sujetos a impulsos innatos similares, pero capaces de ponerlos bajo control racional (véase acoso laboral).

## En pájaros

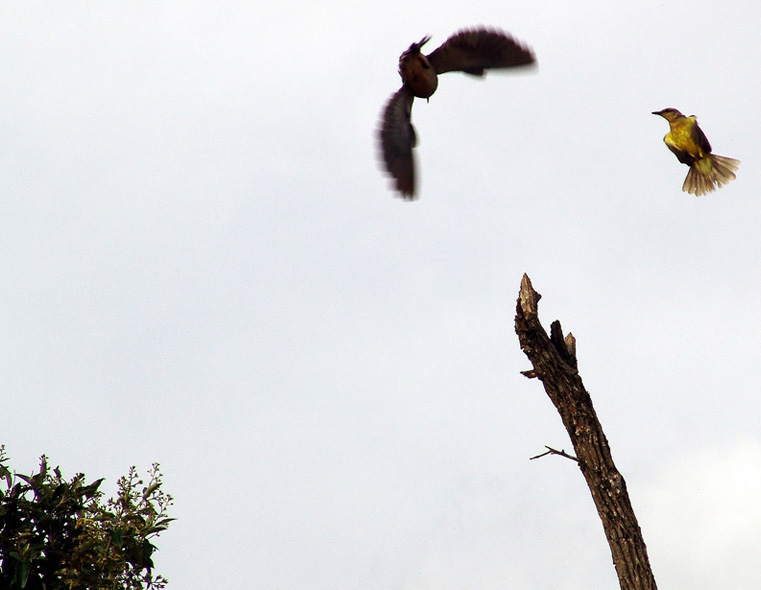
Un picabuey (derecha) acosando a un halcón

Las aves que se reproducen en colonias, como las gaviotas, suelen atacar a los intrusos, incluidos los humanos invasores. En América del Norte, las aves que se involucran con mayor frecuencia en el acoso incluyen sinsontes, cuervos y arrendajos, carboneros, charranes y mirlos. El comportamiento incluye volar sobre el intruso, bombardear en picado, graznar fuerte y defecar sobre el depredador. El acoso también se puede utilizar para obtener comida, alejando a las aves y mamíferos más grandes de una fuente de alimento, o acosando a un ave con comida. Un pájaro puede distraer mientras otros roban comida rápidamente. Las aves carroñeras, como las gaviotas, utilizan con frecuencia esta técnica para robar comida de los humanos cercanos. Una bandada de pájaros podría alejar a un animal poderoso de la comida. Los costos del comportamiento de acoso incluyen el riesgo de involucrarse con depredadores, así como la energía gastada en el proceso. La gaviota reidora es una especie que ataca agresivamente a los depredadores intrusos, como los cuervos carroñeros.
Los experimentos clásicos con esta especie realizados por Hans Kruuk implicaron colocar huevos de gallina a intervalos de una colonia de anidación y registrar el porcentaje de eventos de depredación exitosos, así como la probabilidad de que el cuervo sea objeto de acoso. Los resultados mostraron una disminución del acoso con una mayor distancia del nido, lo que se correlacionó con un mayor éxito de depredación. El acoso puede funcionar al reducir la capacidad del depredador para ubicar los nidos (como una distracción), ya que los depredadores no pueden concentrarse en ubicar los huevos mientras están bajo ataque.

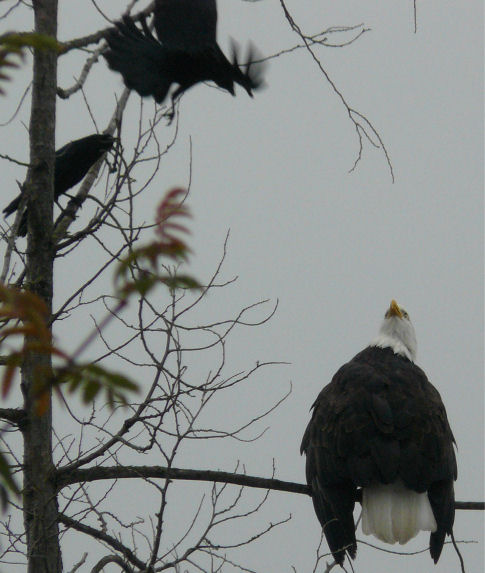
Cuervos acosando a un águila calva posada

Además de la capacidad de ahuyentar al depredador, el acoso también lo pone en el centro de todas las mitradas, lo que hace que los ataques sigilosos sean imposibles. El acoso juega un papel fundamental en la identificación de depredadores y el aprendizaje intergeneracional sobre la identificación de depredadores. La reintroducción de especies a menudo no tiene éxito porque la población establecida carece de este conocimiento cultural de cómo identificar a los depredadores locales. Los científicos están explorando formas de entrenar a las poblaciones para que identifiquen y respondan a los depredadores antes de liberarlos en la naturaleza.
Eberhard Curio ha sugerido hipótesis adaptacionistas para tales conductas de riesgo, incluyendo la publicidad de su condición física y por lo tanto su capacidad de evadir depredadores (al igual que salto de rebote en gacelas), distrayendo a los depredadores de encontrar su descendencia, advirtiendo su descendencia, atrayendo al depredador, permitiendo que la descendencia aprenda a reconocer la especie depredadora, hiriendo directamente al depredador o atrayendo a un depredador del propio depredador. La frecuencia mucho más baja de ataques entre las temporadas de anidación sugiere que tal comportamiento puede haber evolucionado debido a su beneficio para las crías. Niko Tinbergen argumentó que el acoso era una fuente de confusión para los depredadores de polluelos de gaviota, distrayéndolos de la búsqueda de presas. De hecho, un cuervo carroñero intruso solo puede evitar los ataques si se enfrenta a sus atacantes, lo que le impide localizar a su objetivo.
Además de la investigación experimental, el método comparativo también se puede emplear para investigar hipótesis como las dadas por Curio anteriormente. Por ejemplo, no todas las especies de gaviotas muestran un comportamiento de acoso. La gaviota tridáctila anida en acantilados escarpados que son casi completamente inaccesibles para los depredadores, lo que significa que sus crías no corren el riesgo de ser depredadas como otras especies de gaviotas. Este es un ejemplo de evolución divergente.
Al observar la variación en las respuestas de comportamiento de 22 especies de paseriformes diferentes a un depredador potencial, el búho pigmeo euroasiático, el grado de acoso se relacionó positivamente con la prevalencia de especies en la dieta de los búhos. Además, la intensidad del acoso fue mayor en otoño que en primavera.
Se cree que el acoso conlleva riesgos para los depredadores que se posan, incluido el daño potencial de las aves que acosan, o la atracción de depredadores más grandes y peligrosos. Las aves en riesgo de acoso, como los búhos, tienen un plumaje críptico y dormideros ocultos que reducen este peligro.

## En otros animales

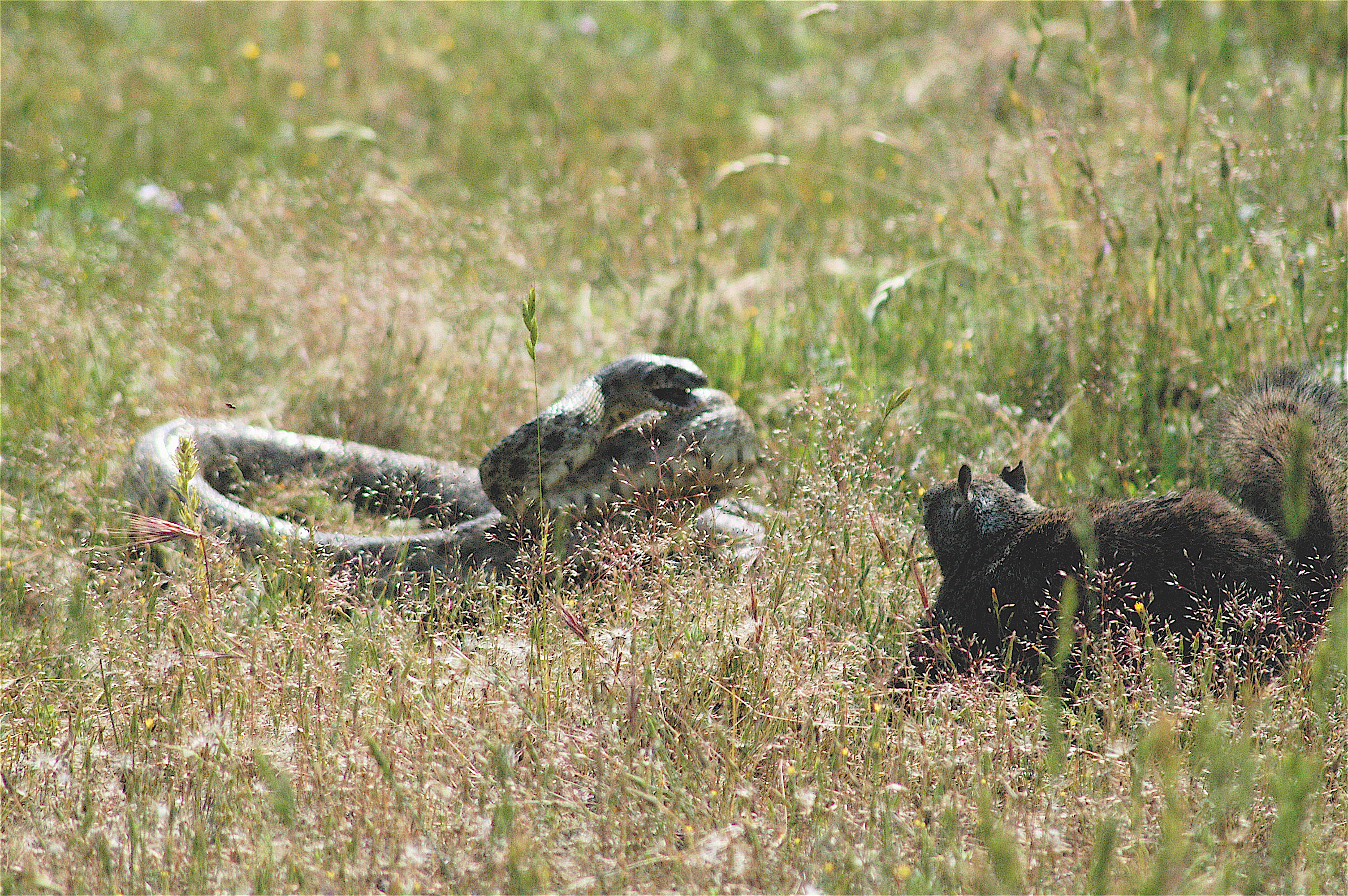
La aparición del comportamiento de acoso en taxones muy diferentes, incluidas las ardillas terrestres de California, es evidencia de una evolución convergente.

Otra forma en que se puede usar el método comparativo aquí es comparando gaviotas con organismos lejanamente relacionados. Este enfoque se basa en la existencia de una evolución convergente, en la que organismos relacionados de forma lejana desarrollan el mismo rasgo debido a presiones de selección similares. Como se mencionó, muchas especies de aves, como las golondrinas, también atacan a los depredadores, sin embargo, se sabe que grupos relacionados más distantes, incluidos los mamíferos, se involucran en este comportamiento. Un ejemplo es la ardilla de tierra de California, que distrae a los depredadores, como la serpiente de cascabel y la serpiente de tierra, de ubicar sus madrigueras de nidos al patearles arena en la cara, lo que interrumpe los órganos sensoriales de la serpiente; para las serpientes crotalinas, esto incluye los órganos detectores de calor en las fosas loreales. Esta especie social también utiliza llamadas de alarma.
Algunos peces se dedican al acoso; por ejemplo, las agallas azules a veces atacan a las tortugas mordedoras. Se observó que las agallas azules, que forman grandes colonias de anidación, atacan tanto a las tortugas liberadas como a las naturales, lo que puede anunciar su presencia, expulsar al depredador del área o ayudar en la transmisión del reconocimiento del depredador. De manera similar, se sabe que las ballenas jorobadas atacan a las orcas cuando estas últimas atacan a otras especies, incluidas otras especies de cetáceos, focas, leones marinos y peces.

## Llamadas de acoso

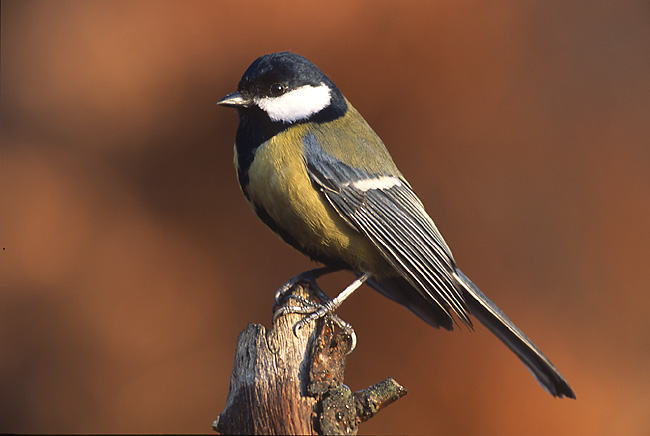
El carbonero común (P. major), un ave paseriforme, emplea tanto el comportamiento de acoso como las llamadas de alarma.

Las llamadas de acoso son señales hechas por las especies de acoso mientras acosan a un depredador. Estos difieren de las llamadas de alarma, que permiten a los con-específicos escapar del depredador. El carbonero común, un pájaro cantor europeo, utiliza una señal de este tipo para llamar a las aves cercanas para acosar a un ave de rapiña posada, como un búho. Esta llamada se produce en el rango de 4,5 kHz y se transmite a largas distancias. Sin embargo, cuando las especies de presa están en vuelo, emplean una señal de alarma en el 7-8 rango de kHz. Esta llamada es menos efectiva para viajar grandes distancias, pero es mucho más difícil de escuchar tanto para los búhos como para los halcones (y detectar la dirección de donde proviene la llamada). En el caso de la llamada de alarma, podría ser una desventaja para el emisor si el depredador capta la señal, por lo que la selección ha favorecido a aquellas aves capaces de escuchar y emplear llamadas en este rango de frecuencia más alto.
Las llamadas de acoso también pueden ser parte del arsenal de un animal para acosar al depredador. Los estudios de las llamadas de acoso de Phainopepla indican que puede servir para mejorar el ataque en picado sobre los depredadores, incluidos los arrendajos de los matorrales. En esta especie, la llamada de acoso es suavemente ascendente y se hace cuando desciende en picado en un arco al lado del depredador. Esta llamada también se escuchó durante las interacciones de comportamiento agonístico con sus congéneres y puede servir adicional o alternativamente como una llamada de alarma para su pareja.

## Evolución

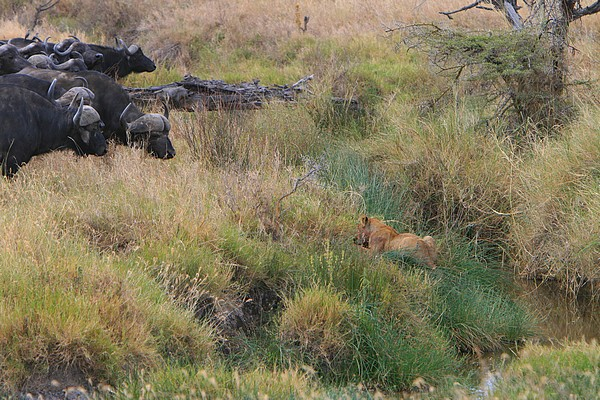
Manada de búfalos africanos frente a un león

La evolución del comportamiento de acoso se puede explicar utilizando estrategias evolutivamente estables, que a su vez se basan en la teoría de juegos.
El acoso implica riesgos (costos) para el individuo y beneficios (pagos) para el individuo y los demás. Los propios individuos a menudo están relacionados genéticamente, y el acoso se estudia cada vez más con la visión de la evolución centrada en los genes al considerar la aptitud inclusiva (la transmisión de los genes de uno a través de los miembros de la familia), en lugar del mero beneficio para el individuo.
Al cooperar para ahuyentar con éxito a los depredadores, todos los individuos involucrados aumentan sus posibilidades de supervivencia y reproducción. Un individuo tiene pocas posibilidades contra un depredador más grande, pero cuando se trata de un grupo grande, el riesgo para cada miembro del grupo se reduce o se diluye. Este llamado efecto de dilución propuesto por William Donald Hamilton es otra forma de explicar los beneficios de la cooperación por parte de individuos egoístas. Las Leyes de Lanchester también brindan una idea de las ventajas de atacar en un grupo grande en lugar de hacerlo individualmente.
Otra interpretación implica el uso de la teoría de señales y, posiblemente, el principio del handicap. Aquí la idea es que un pájaro acoso, aparentemente poniéndose en riesgo, muestre su estado y salud para ser preferido por las parejas sexuales potenciales.